# Inundatie (1744)
De inundatie van 1744 vond plaats in Zeeuws-Vlaanderen tijdens de Oostenrijkse Successieoorlog.
Deze inundatie was betrekkelijk bescheiden van schaal. Enkele polders ten zuiden van Hulst, rond Philippine en bij IJzendijke en Sluis werden onder water gezet maar vrij spoedig nadat de oorlogsdreiging voorbij was werden ze weer drooggelegd.